# Dora (Nuevo México)
Dora es una villa ubicada en el condado de Roosevelt en el estado estadounidense de Nuevo México. En el Censo de 2010 tenía una población de 133 habitantes y una densidad poblacional de 18,43 personas por km².

## Geografía
Dora se encuentra ubicada en las coordenadas 33°55′33″N 103°20′19″O / 33.92583, -103.33861. Según la Oficina del Censo de los Estados Unidos, Dora tiene una superficie total de 7.22 km², de la cual 7.19 km² corresponden a tierra firme y (0.36%) 0.03 km² es agua.

## Demografía
Según el censo de 2010, había 133 personas residiendo en Dora. La densidad de población era de 18,43 hab./km². De los 133 habitantes, Dora estaba compuesto por el 86.47% blancos, el 0% eran afroamericanos, el 0% eran amerindios, el 0% eran asiáticos, el 0% eran isleños del Pacífico, el 13.53% eran de otras razas y el 0% pertenecían a dos o más razas. Del total de la población el 24.06% eran hispanos o latinos de cualquier raza.